# Victor Wainwright

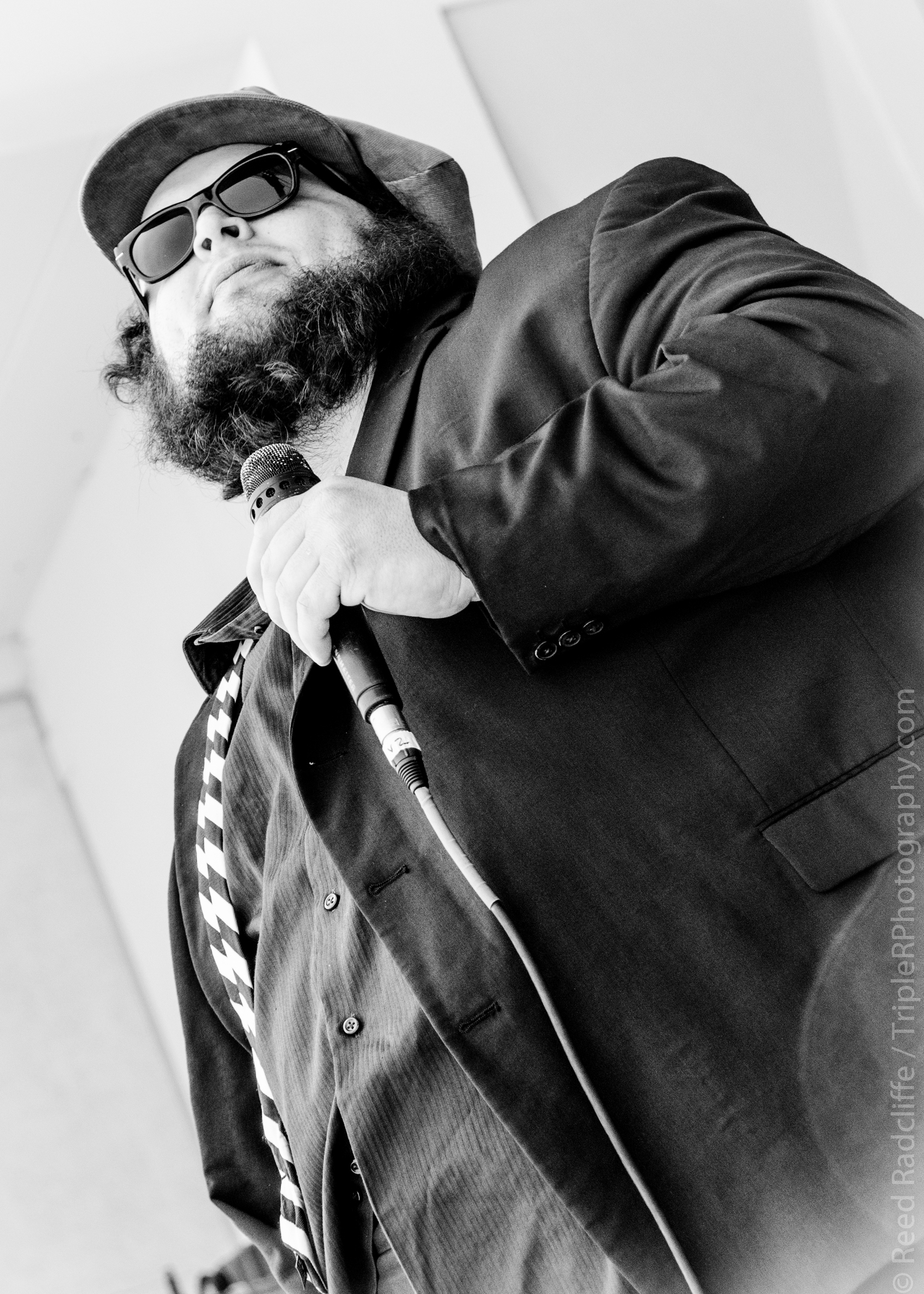
Victor Wainwright

Victor Wainwright (* 4. Februar 1981 in Savannah, Georgia, USA) ist ein US-amerikanischer Blues- und Boogie-Woogie-Sänger, Songwriter, Produzent und Pianist.

## Biografie
Wainwright, geboren 1981 in Savannah (Georgia) wuchs in einem musikalischen Umfeld auf. Sowohl sein Vater als auch sein Onkel und sein Großvater waren Bluesmusiker. Bereits in jungen Jahren musizierte er im Familienkreis, als Teenager in Blues Bars in Savannah. Nach seinem Universitätsabschluss zog er nach Memphis (Tennessee), wo er als Fluglotse arbeitete.
2004 lernte Wainwright den aus Florida stammenden Stephen Dees in Ormond Beach (Florida) kennen. Dees produzierte Wainwrights Debütalbum Piana from Savannah (2005) und war auch Koautor. Nach der Veröffentlichung von Piana from Savannah schlossen sich Wainwright und Dees unter dem Namen Victor Wainwright & the WildRoots zusammen. Neben Wainwright (Gesang, Bass, Gitarre) und Dees (Gesang, Keyboards) gehörten Greg Gumpel (Leadgitarre), Billy Dean (Schlagzeug, Hintergrundgesang), Nick Black (Gitarre, Hintergrundgesang), Patricia Ann Dees und Ray Guiser (Tenorsaxophon) sowie Charlie deChant (Baritonsaxophon) zur Band. Im September 2009 veröffentlichten sie Beale Street to the Bayou bei WildRoots Records. Das Album wurde von Kritikern gelobt und wurde in verschiedenen Blues Album Charts gelistet. Victor Wainwright & the WildRoots traten bei Festivals in den Staaten und Europa auf. Sie veröffentlichten zwei weitere Alben, Lit Up! (2011) und Boom Town (2015).
Nach einer improvisierten Jam-Session im Juli 2011 in Florida gründete Wainwright zusammen mit Damon Fowler, J. P. Soars, Chuck Riley und Chris Peet die Band Southern Hospitality. Ihr erster Auftritt war im August desselben Jahres als Support für Buddy Guy beim Heritage Music Blues Fest in Wheeling (West Virginia). Ihr Debütalbum Easy Livin’ (2013) wurde von Tab Benoit produziert und von Blind Pig Records veröffentlicht. 2014 gewann Wainwright bei den Blues Music Awards zum zweiten Mal in Folge die Auszeichnung „Pinetop Perkins Piano Player of the Year“.
Wainwright tat sich 2017 mit dem Toningenieur und Produzenten Dave Gross zusammen, um die Band Victor Wainwright & The Train zu gründen. Das gleichnamige Debütalbum wurde 2018 für einen Grammy in der Kategorie „Best Contemporary Blues Album“ nominiert. 2020 erschien das zweite Album der Gruppe, Memphis Loud, wiederum bei Ruf Records.

## Auszeichnungen
Blues Music Awards:
- 2013: Pinetop Perkins Piano Player
- 2014: Pinetop Perkins Piano Player
- 2016: B.B. King Entertainer
- 2016: Band of the Year
- 2017: Pinetop Perkins Piano Player
- 2018: Pinetop Perkins Piano Player
- 2020: Pinetop Perkins Piano Player

Grammy Awards:
- 2018: Nominiert in der Kategorie „Best Contemporary Blues Album“ für Victor Wainwright and the Train

## Diskografie
| Jahr | Titel                           | Label     | Interpretenangabe                 |
| ---- | ------------------------------- | --------- | --------------------------------- |
| 2005 | Piana from Savannah             | WildRoots | Victor Wainwright                 |
| 2009 | Beale Street to the Bayou       | WildRoots | Victor Wainwright & the WildRoots |
| 2011 | Lit Up!                         | WildRoots | Victor Wainwright & the WildRoots |
| 2013 | Easy Livin’                     | Blind Pig | Southern Hospitality              |
| 2015 | Boom Town                       | Blind Pig | Victor Wainwright & the WildRoots |
| 2018 | Victor Wainwright and the Train | Ruf       | Victor Wainwright and the Train   |
| 2020 | Memphis Loud                    | Ruf       | Victor Wainwright and the Train   |